# Bees in His Bonnet
Bees in His Bonnet è una comica muta del 1918 di Gilbert Pratt con Harold Lloyd.